# قوام آنتونی آپیا
قوام آنتونی آپیا (متولد ۸ مه ۱۹۵۴ در لندن) فیلسوف و نظریه‌پرداز فرهنگ معاصر و استاد فلسفه دانشگاه پرینستون. دیدگاه‌های او در حوزه‌های متنوع علوم انسانی از جمله اخلاق، فلسفه سیاسی و فلسفه اجتماعی، مطالعات آمریکا و آفریقا و مطالعات چندفرهنگ‌گرایی حائز اهمیت است.